# バヤズィト1世
バヤズィト1世（トルコ語：I. Beyazıt、 1360年 - 1403年3月8日）は、オスマン帝国の第4代皇帝（在位: 1389年 - 1402年）。日本語ではバヤジット1世とも表記される。ムラト1世の子。
積極的な外征と迅速な決断より、「雷帝」「稲妻」（イュルドゥルム、イルディリム）と呼ばれた。

## 生涯

### 即位、オスマン宮廷の「兄弟殺し」の始まり
1360年にオスマン皇帝ムラト1世とバルカン半島の奴隷出身の妃ギュルチチェク・ハトゥンの子として産まれ、幼少時代を第二宮廷のあったアナトリア半島のブルサで過ごしている。
王子時代より戦場で活躍し、ビザンツ帝国（東ローマ帝国）の皇子アンドロニコスと共謀して反乱を起こした長兄サヴジが処刑されると、彼がムラト1世の後継者に指名される。ムラトが取り決めた政略結婚によりゲルミヤン侯国の王女と結婚、婚資としてゲルミヤンの首都であるキュタヒヤなどの都市がオスマンに譲渡された。
1389年6月15日、コソボの戦いの最中、ムラトがセルビア人の貴族によって暗殺されると、6月16日にバヤズィトが即位した。コソボの戦いには彼以外にヤクブら弟たちも従軍していたが、即位後直ちにバヤズィトは人望の厚いヤクブをはじめとする弟たちを処刑し、スルタンの地位を確かなものとした。この弟たちの粛清が、彼の治世以降のオスマン帝位継承に伴って起きる兄弟殺しの先例となる。
ムラトが暗殺された時点のオスマン軍は、左翼がセルビア騎兵隊に撃破された危機的な状況にあったが、跡を継いだ彼は体勢を立て直してセルビアを破り、セルビア公ラザル・フレベリャノヴィチら捕虜とした貴族を処刑した。この時にバヤズィトは自ら武器を取って敵軍に突撃し、血路を開いたと言われる。1390年、バヤズィトはセルビア公ラザルの娘オリベーラ・デスピナを娶り、義弟ステファン・ラザレヴィチもバヤズィトに臣従し、以後セルビアはオスマン帝国の属国として存続することとなった。
バヤズィトの即位に際して、ビザンツの宮廷でも政変が起きる。セリュンブリアを統治していたアンドロニコスの子ヨハネス7世がオスマンに臣従を誓い、バヤズィトはオスマンに完全に服従していなかった皇子マヌエルの対立帝としてヨハネス7世を擁立した。オスマンに加えてジェノヴァの支援を受けたヨハネス7世は反乱を起こして1390年4月に即位、ヨハネス7世の治世は5か月余りであったが、ヨハネス7世が帝位を追われた後もビザンツ帝位はオスマンの影響下に置かれる。

### アナトリア、バルカン半島での征服事業
即位後、ムラト1世の崩御を好機と見たアナトリアの領主たちが反オスマンの動きを見せ始める。
アナトリアにおける最大のライバルであるカラマン侯国の君主であり、バヤズィトの義弟でもあるアラー・アッディーンはサルハン侯国、アイドゥン侯国、メンテシェ侯国と共にオスマン領に侵入、ゲルミヤンの君主でバヤズィトの義兄弟であるヤクブ2世もオスマンに割譲された都市を奪回する動きを見せていた。バヤズィトはセルビアと和約を結んでアナトリアに渡り、1390年より父の征服事業を引き継いでのアナトリア遠征を開始する。遠征軍にはビザンツ帝国、セルビア、ブルガリア、アルバニアなどのバルカン半島の臣従国も参加しており、アナトリアに残っていた最後のビザンツ領であるフィラデルフィア攻略にはビザンツの皇子マヌエルも従軍していた。遠征によってサルハン、アイドゥン、メンテシェ、ハミド侯国といったアナトリアのベイリクを征服し、ヤクブ2世を逮捕してイプサラに送り、ゲルミヤンも支配下に置いた。1391年にカラマンの首都コンヤを包囲し、アラー・アッディーンにアクシュヒル、ニーデ、アクサライの割譲を認めさせての有利な和約を結ぶ。
1391年にビザンツ皇帝ヨハネス5世が崩御すると、アナトリア遠征に従軍していたマヌエルはバヤズィトに無断でブルサを脱出し、コンスタンティノープルに帰還し帝位に就いた。マヌエルの帰還後に7か月の間コンスタンティノープルの包囲するが、ハンガリーが軍事活動を開始する動きを見せると、貢納と引き換えにマヌエルの即位を認めて包囲を解除した、1393年末よりモレアス専制公テオドロス1世がオスマンの従臣を攻撃して領地を広げると、マヌエル兄弟の反逆行為に激怒したバヤズィトはバルカン半島の従臣を召喚して彼ら兄弟に処罰を与えようとした。マヌエル、テオドロスは臣従の誓いを破棄し、1394年夏より7年にもわたるコンスタンティノープル包囲が開始された。
コンスタンティノープル包囲の間にもバヤズィトは別働隊をバルカン半島各地に派遣し、テッサリア、セルビア、ブルガリアを攻めてドナウ川に至る通行路を掌握した。オスマン帝国に従属していたブルガリアが、バヤズィトがバルカン半島を留守としたことを好機と見て1393年にハンガリーの支援を受けて反乱を起こすと、ブルガリアに討伐軍が派遣される。3か月の包囲の末に同年7月17日にブルガリアの首都タルノヴォを陥落させ、ニコポリスに逃れていたブルガリア皇帝イヴァン・シシュマンを一時的に帝位に留める。
タルノヴォ攻略後にバヤズィトはワラキア国内に存在するワラキア大公ミルチャ1世の政敵を援助して反乱を起こさせ、ワラキアへと軍を進めた。1395年5月にオスマン軍はミルチャ1世に勝利を収めるが、同年7月17日のロヴィネの戦いで敗北、ドニエプル川南岸までの退却を余儀なくされる。また、ワラキア遠征においてブルガリアに乱立していた僭主国を併合、遠征の帰路でイヴァン・シシュマンを処刑してブルガリアの大部分を手中に収める。ブルガリア内で独立を保っていた勢力はオスマンに臣従を誓っていたヴィディン王国のみであった。
セルビア公ステファン・ラザレヴィチに対しては北セルビアの領有権を認め、ラザレヴィチも貢納と兵力の提供を積極的に行った。このため両国の間には長期の平和がもたらされ、セルビアは経済的な繁栄を享受する。

### ニコポリスの戦い

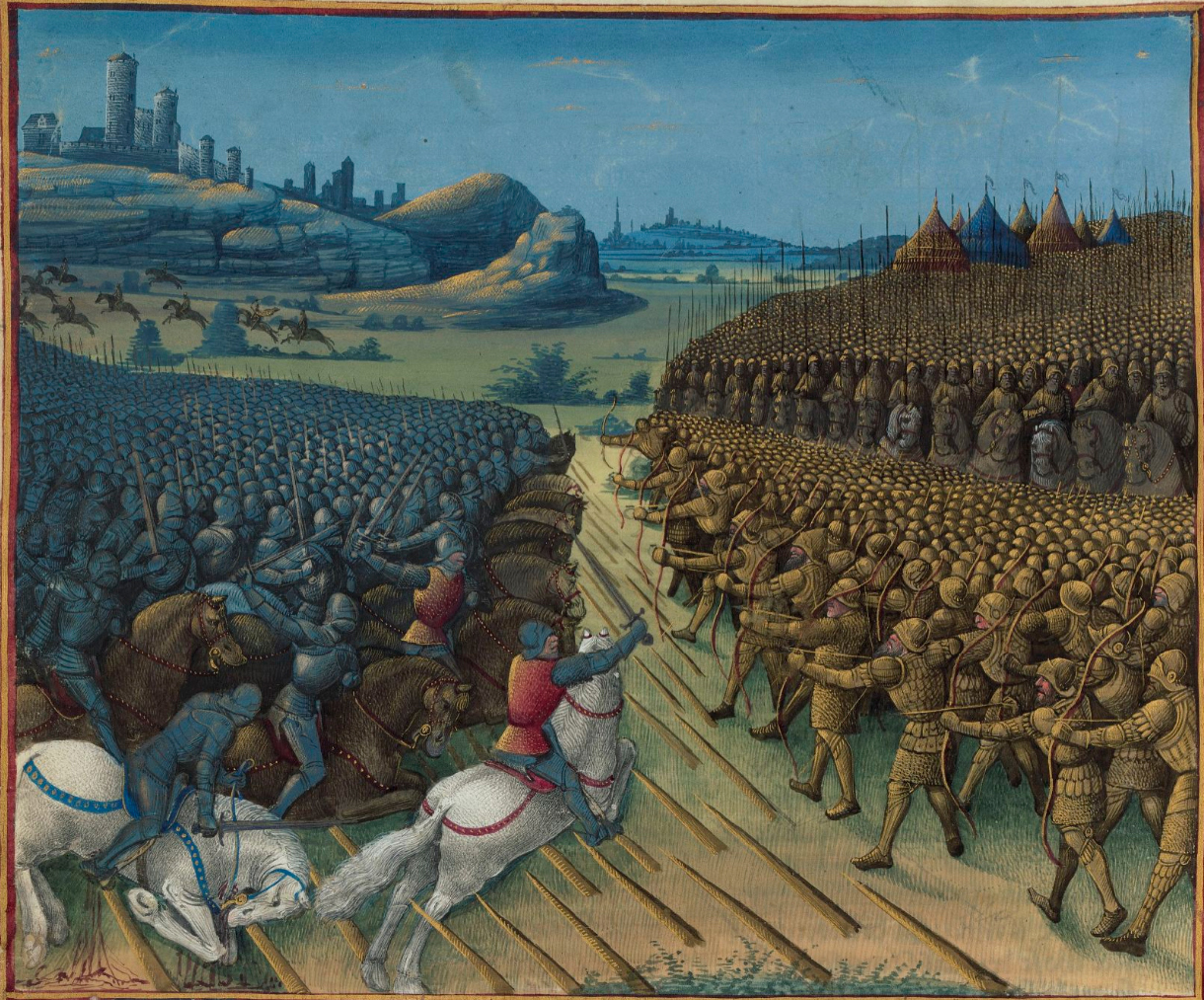
ニコポリスの戦い

こうしたバルカン半島でのオスマン帝国の勢力拡大に対して、バルカン半島の国家だけでなく西欧も不安を覚え、ハンガリー王ジギスムントは教皇庁に十字軍を要請した。ローマ教皇ボニファティウス9世とアヴィニョンの教皇ベネディクトゥス13世はフランス、イングランド、サヴォイアなどの西欧諸国に十字軍の結成を呼び掛け、西欧より王族、貴族、騎士が参加を表明した。1396年7月下旬から8月上旬にかけて十字軍はブダに集結、ワラキアの軍隊と共にジギスムント率いるハンガリー軍に合流し、ヴィディンもオスマンへの臣従を破棄して十字軍に参加した。
十字軍はブルガリアに進攻して領内のイスラム教徒、キリスト教徒の双方を殺害し、9月10日にはドアン・ベイが守るニコポリスに迫り、包囲を布いた。コンスタンティノープル包囲の指揮を執っていたバヤズィトはただちに引き返し、自ら軍を率いてニコポリスの救援に向かった。9月24日にバヤズィトはニコポリスに到達、翌25日にオスマン軍と十字軍が衝突した（ニコポリスの戦い）。軍功を求めてジギスムントの忠告を無視して個別に突撃をかけた西欧の騎士たちに対し、バヤズィトは集団戦法によって彼らを撃破した。彼自身も刀を手に取って負傷しながらも勇敢に戦い、戦闘はオスマン軍の完勝に終わった。ブルゴーニュの公子ジャン、フランス陸軍元帥ブシコーらを捕虜とし、彼らの釈放と引き換えに多額の身代金を得る。戦後ヴィディンを併合してブルガリアの征服を達成し、またワラキアに臣従を誓わせた。
アッバース家のカリフ・ムタワッキル1世はニコポリスでの勝利を称賛し、バヤズィトにスルタンの称号を授けた。彼以前のオスマン帝国の指導者であるオルハン、ムラト1世も碑文や貨幣でスルタンの称号を用いていたが、後世のオスマン帝国の歴史家はオスマン帝国の君主がスルタンを称した由来を、カリフからの称号授与に結びつけた。
ニコポリスの戦いの後にオスマン軍はミトロヴィツァを攻略、さらにギリシャに進み、1397年にラリサ、パトラ、アテネを占領しペロポネソス半島の大部分を支配下に置いた。1398年にオスマン軍は内乱で分裂状態にあったボスニアに初めて侵入し、これ以降ボスニアはオスマン軍の内政への介入と奴隷狩りに悩まされることになる。

### 更なる拡大、ティムールの出現

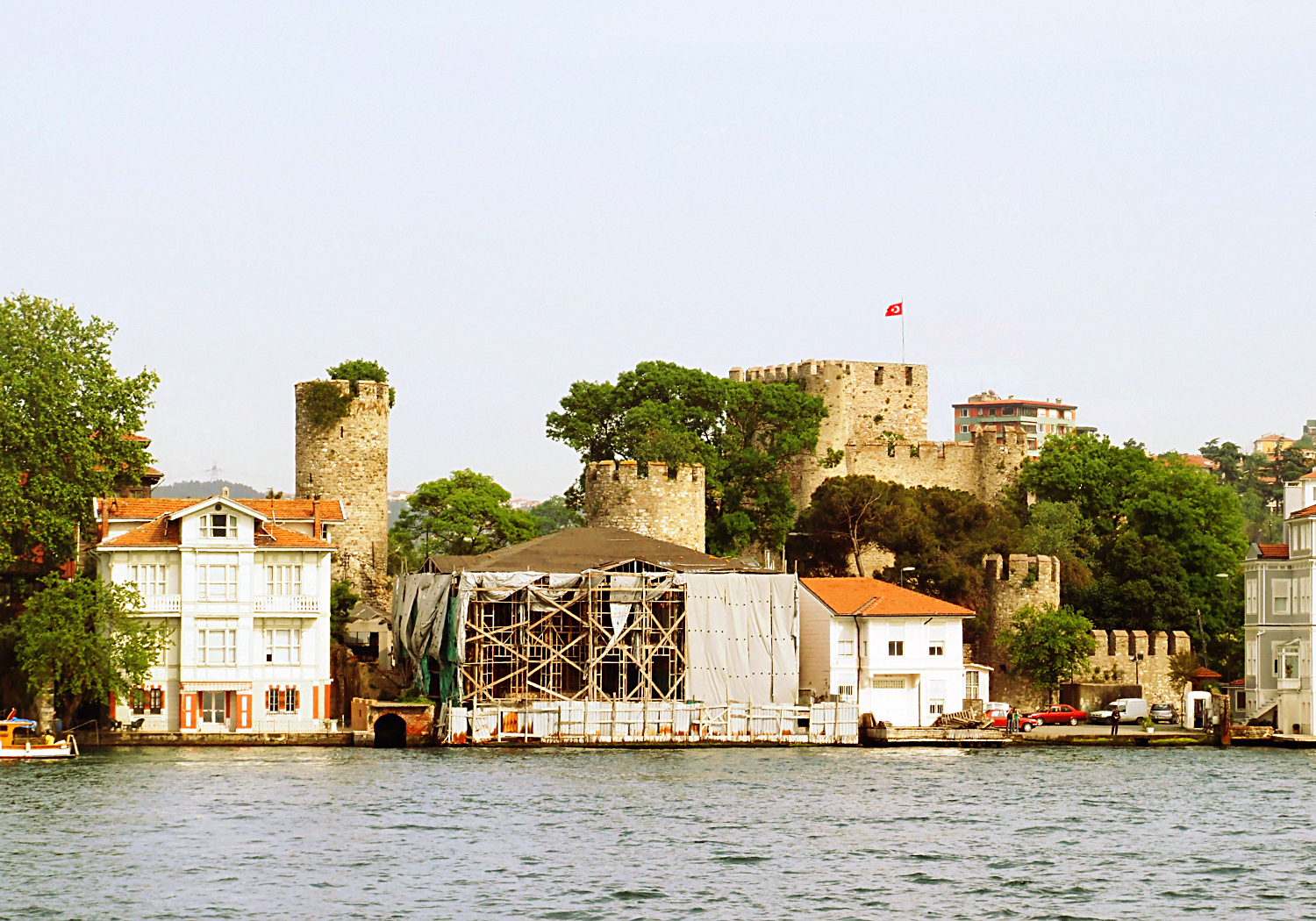
アナドゥル・ヒサール

1397年から2年以上にかけて行った第三次コンスタンティノープル包囲では、コンスタンティノープル内にトルコ人の居住区とモスクを設け、イスラムの法廷と法官（カーディー）を設置することを認めさせる。1400年にマヌエル2世が西欧諸国に援助を求めに出国するとバヤズィトは4度目の包囲を開始、1402年に至っても包囲は続けられた。バヤズィトはコンスタンティノープル包囲に際してボスポラス海峡のアジア側にアナドゥル・ヒサールを築城し、兵糧攻めに持ち込もうとするが、市域の広いコンスタンティノープルは籠城戦に耐え抜き、攻略に失敗した。後に即位した曾孫のメフメト2世はバヤズィトの包囲を教訓として、短期決戦によってコンスタンティノープルを陥落させる。メフメト2世のコンスタンティノープル攻略においては城塞アナドゥル・ヒサールも活用され、城塞に配備された大砲で敵軍を牽制した。
バルカン半島での軍事活動と並行して、アナトリア方面の征服活動も依然として続けられていた。ニコポリスの戦勝に遡る1395年にはジャンダル侯国（イスフェンディヤール侯国）が治めるアマスィヤとカスタモヌを占領、1398年にエルテナ侯国の併合を達成する。ニコポリスの戦闘中にアラー・アッディーンがアナトリアのオスマン領を攻撃しており、バヤズィトは戦後アナトリアに渡り、コンヤに進軍した。11日に及ぶ攻城戦の末に1398年にコンヤを攻略、服従を拒んだアラー・アッディーンを処刑し、彼の2人の子をブルサに送り、カラマンを滅亡させる。1400年にエルズィンジャンを攻略、1402年にはオスマン帝国より脱走したヤクブ2世が再建したゲルミヤン侯国を再征服し、アナトリアの大部分を制圧する。
しかし、東方に大帝国を打ち立てたティムールがアナトリアに現れると、オスマン帝国を取り巻く情勢は一変する。1393年ごろにティムール朝とオスマン帝国の接触が始まり、当初ティムールからは両国の間に領域を策定しようという丁重な文面の書簡が送られたが、バヤズィトは好意的な反応を示さなかった。ムラト1世とバヤズィトに滅ぼされたベイリクの君主たちはティムールに助けを求め、彼の力を借りて勢力を再建しようとしていた。一方、ティムールに放逐された黒羊朝の君主カラ・ユースフはバヤズィトに保護され、彼の力を借りて勢力を再建しようとしていた。そのためにオスマンとティムールの両国関係は険悪なものとなり、ついに激突した。

### アンカラの敗戦

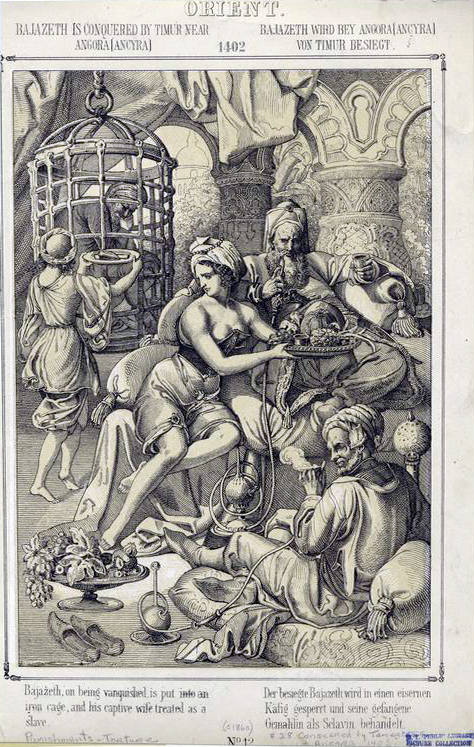
19世紀のヨーロッパの画家によって描かれたバヤズィトとティムール

1400年8月からティムールは西進してオスマンの領土に侵入、スィヴァスを陥落させ、スィヴァス攻略後に一度はマムルーク朝の支配するエジプトに軍を進めたためにティムールとの直接対決は回避される。ティムールはバヤズィトに帰順を求める書簡を送るが、彼は勧告を拒絶し、1402年にティムールは再びアナトリアに矛先を向ける。ティムールの要求は以下のようなものであった。
- ジャライル朝のアフマド、カラ・ユースフの引き渡し
- ティムールの名を刻んだ貨幣の鋳造、宗主権の承認
- 王子の1人を人質として送る
- 他のベイリクの領地の返還

コンスタンティノープルではマヌエル2世の留守役を任されていたヨハネス7世がコンスタンティノープルを明け渡す交渉を始めていたが、ティムールのアナトリア侵入の報を受け取ったバヤズィトは包囲を解いてアナトリアに駆けつけた。しかし、準備は万端ではなく、長距離を行軍してきたティムールの軍に先制攻撃をかけず、好機を逃す。
ティムールはかつてオスマンに滅ぼされたベイリクの君主を戦闘に参加させることで他のベイリクからオスマンに仕官した騎士に揺さぶりをかけようとし、また常備軍であるイェニチェリも相次ぐ遠征で疲労が高まり、士気は低かった。1402年7月20日にアンカラ近郊のチュブックでティムールの軍と衝突するが（アンカラの戦い）、他のベイリク出身の騎士たちは旧主に寝返り、元々数でティムール軍を下回っていたオスマン軍はさらに劣勢となった。イェニチェリやラザレヴィチ率いるセルビア兵らヨーロッパ出身の兵士は奮戦するが、敗戦の色が濃くなると彼らは王朝を存続させるべく、王子と大宰相を守って戦場を脱出した。バヤズィトを守るイェニチェリのほとんどは倒れ、彼は妃のデスピナ、子のムーサーとともにティムールに捕らえられる。
伝承によれば捕虜にされたバヤズィトは金格子の藁小屋に閉じ込められて苦痛を与えられたと言われるが、実際には丁重に遇されたようである。しかし、バヤズィトが逃亡を図るに及んで厳重な監視が布かれ、夜間は足枷をはめられ、移動においては2頭の馬に曳かれた格子付の駕籠に乗せられた。8か月の捕虜生活の末にサマルカンド移送の途上、1403年3月8日にアクシュヒルで没、おりしもバヤズィトの釈放のために身代金の交渉がされていた時期であった。死因はアンカラの戦い以前より罹っていた痛風、あるいは指輪の宝石の下に潜ませていた毒薬を呑んで自害したとも言われる。

バヤズィトの滅ぼしたベイリクはティムールの手で再興され、帝国に残された領地にはバヤズィトの四子スレイマン、メフメト、イーサー、ムーサーが割拠し、彼らは帝位を巡って争った。

## 施政

### 発展途上の帝国
バヤズィト治下のオスマン帝国の支配は盤石ではなく、君主が倒れるとたちまち崩れる不安定なものであった。征服地を帝国に組み入れる制度は完成しておらず、支配組織も急速に拡大した領土と領民を十分コントロールできるとは言い難かった。しかし、オスマン帝国史の研究者であるロベール・マントランは、次代のメフメト1世より始まる帝国の再建事業のスピードからアンカラでの敗戦がオスマン帝国の基礎を崩すに至らなかったと論じ、またオスマン1世からバヤズィトまでの時代をオスマン帝国の第一段階と定義した。

### イェニチェリの徴収
常備軍であるイェニチェリの徴収方法については当初戦利品として獲た捕虜の5分の1を君主が取るペンチック制度が実施されていたが、バヤズィトの治世に人材登用の手法に改良が加えられた。領内のキリスト教徒の臣民の子弟の中から宮廷奴隷に適したものを強制的に徴収する制度を実施し、トルコ語で「集める」という意味の語である「デウシルメク」に由来するデウシルメ制度と呼ばれた。デウシルメ制度の正確な開始時期については明らかではないが、1395年に実施された徴収が史料で確認できる最古のものである。1360年代には1000人だったイェニチェリは、バヤズィトの時代に5000人に達した。

## 人物

### 人物像
勇猛な性格であるとともに、神経質で頑固な面もあったと書かれている。また、彼はイスラム教徒ではあったが飲酒を好み、酒を嗜むようになったきっかけはセルビアから嫁いだ王女デスピナよりワインの味を教えられたためだという。
容貌については隻眼、あるいはやぶ睨みであったと言われる。

### バヤズィトの遺体
バヤズィトは生前、1391年から1395年にかけてブルサに自身の墓（en:Bayezid I Mosque）を建立していた。バヤズィトが没した時に彼の遺体はイーサーに引き渡されるが、当時のアナトリアは王位を巡っての内戦状態にあったため、遺体はブルサの宗教施設群の側に簡単に埋葬されただけであった。1406年6月18日に長子のスレイマンによって廟が建てられるが、1414年に略奪に晒される。
廟はメフメト2世の治世に再建され、1855年の大地震によって被害を受けたものの修復され、今日に至る。

## 家族

### 父母
- 父：ムラト1世
- 母：ギュルチチェク・ハトゥン

### 妃
- デウレト・シャー・ハトゥン - ゲルミヤン侯国の君主スレイマン・シャーの娘。1381年没。
- デウレト・ハトゥン - ゲルミヤン侯国の君主の娘。
- ハフサ・ハトゥン - アイドゥン侯国の君主の娘。
- スルタン・ハトゥン - ドゥルカディル侯国の君主の娘。
- オリヴェラ・ラザレヴィチ・デスピナ・ハトゥン - セルビア公ラザル・フレベリャノヴィチの娘
- マリア

### 子
- スレイマン・チェレビー - バヤズィトの死後、バルカン半島で独立。
- イーサー・チェレビー - バヤズィトの死後、ブルサを拠点として独立。
- メフメト - バヤズィトの死後、任地のアマスィヤを拠点とし、1413年に帝国の再統一を果たす。
- ムーサー・チェレビー - 父の死後に解放され、キュタヒヤに拠る。
- ムスタファ - 1419年にムスタファを名乗る者(偽ムスタファ)がオスマンの帝位を要求して反乱を起こした。
- ユースフ
- エルトゥルル
- カーシム

## 年表
- 1360年 - 誕生
- 1389年 - 父ムラト1世の暗殺、即位
- 1390年 - アナトリア遠征
- 1391年 - 最初のコンスタンティノープル包囲
- 1393年 - ブルガリアの首都タルノヴォを攻略
- 1396年9月25日 - ニコポリスの戦いで十字軍に勝利、ブルガリアを征服
- 1398年 - カラマン侯国（英語版）を併合
- 1402年7月20日 - アンカラの戦いで敗れ、捕虜となる
- 1403年3月8日 - アクシュヒルで死去

## 肖像画

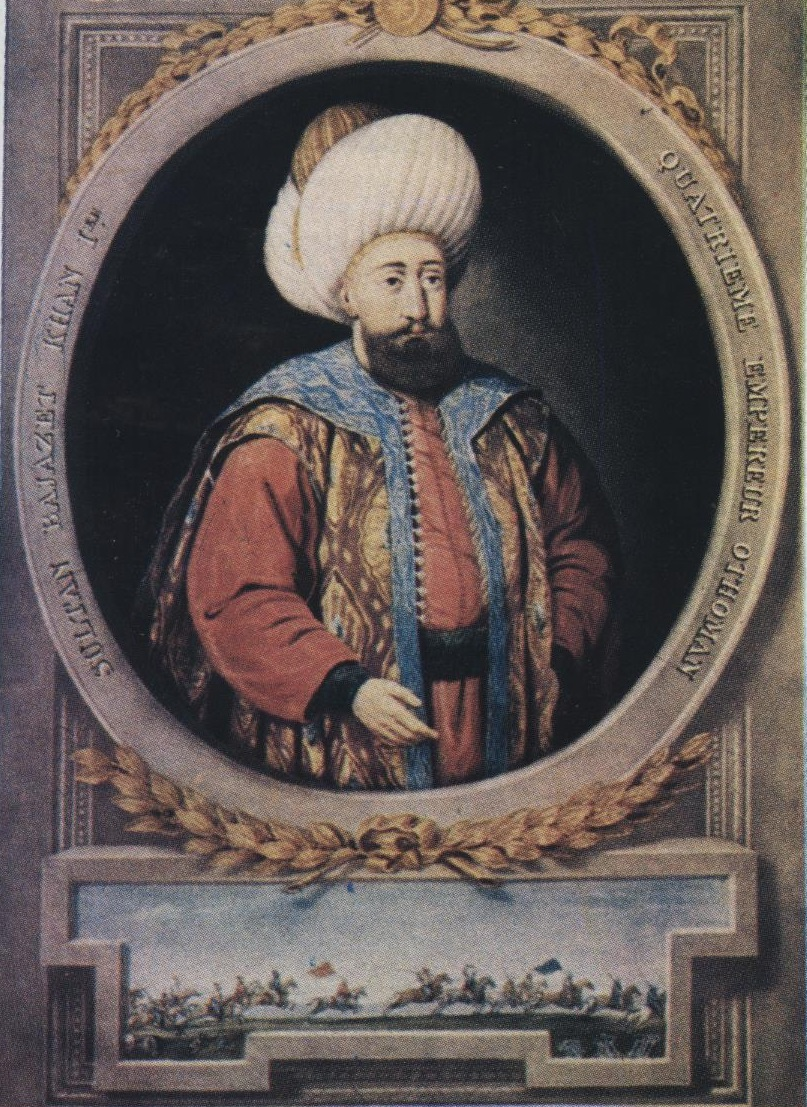
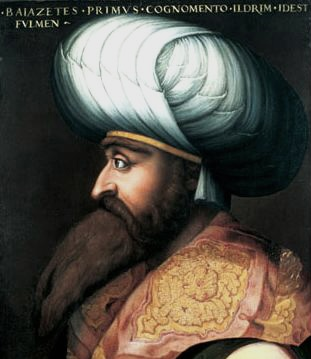
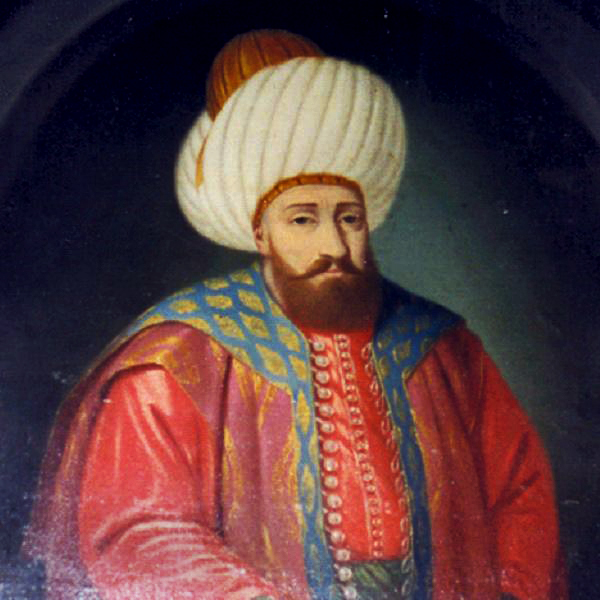
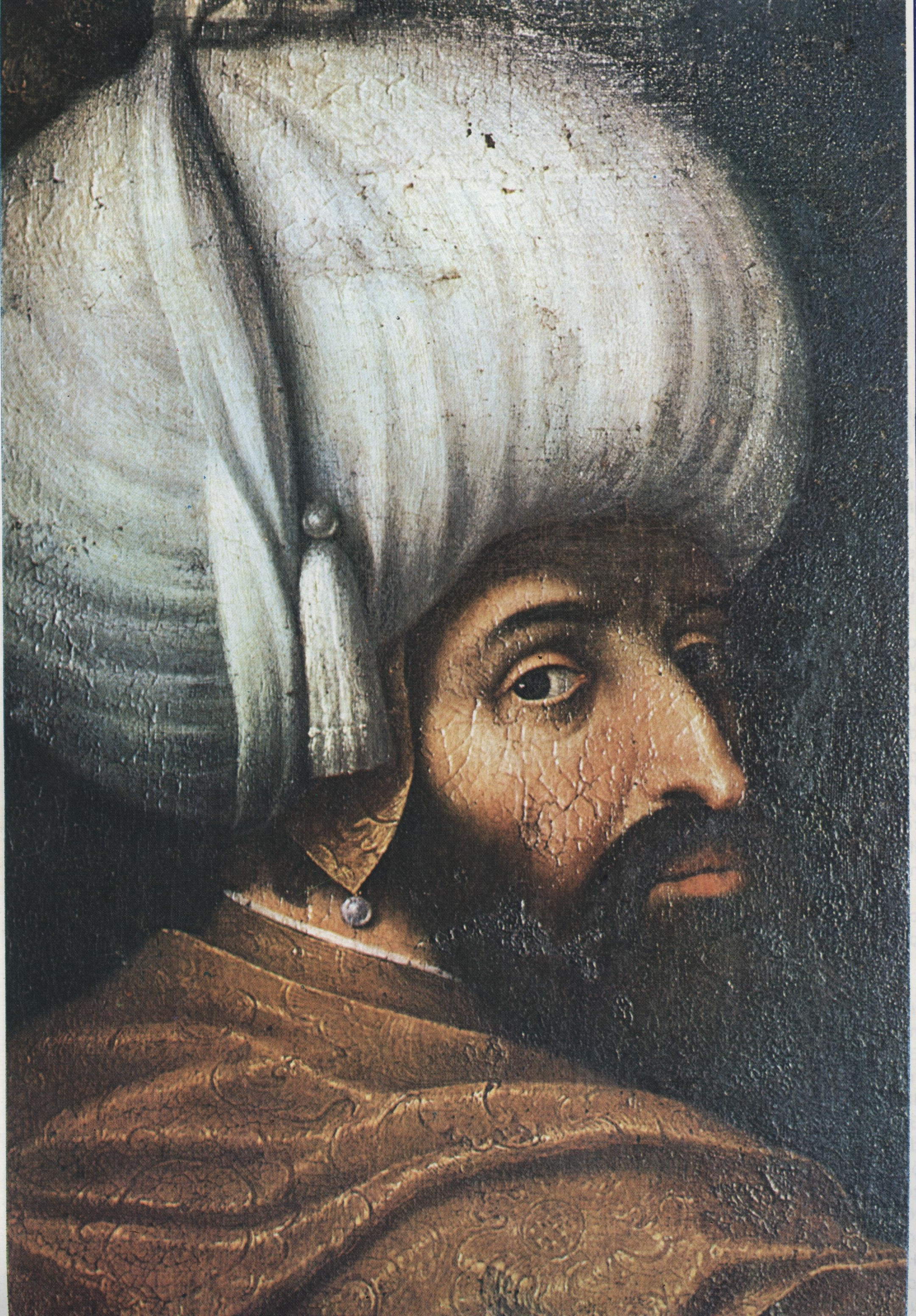